# Pau Gibert
Pau Gibert (Pineda de Mar, 1782) va ser un bandoler conegut amb el sobrenom de Mariner. El seu camp d'acció com a bandoler eren les comarques situades entre Barcelona i la frontera francesa.
El va engrescar a entrar al món del bandolerisme un oncle, que formava part d'una banda amb l'Escabeiat, en Cua Llarga, el Musicot i en Poca Roba. Aquest grup de delinqüents sembraren el terror en els termes de Calella, Pineda de Mar, la Cellera de Ter, Anglès, Amer i tota la zona de l'Empordà fins a arribar a la Catalunya Nord.
Considerat un perill públic, el 1779 fou empresonat dues vegades però en ambdós casos s'aconseguí escapar. Va ser el setembre del 1781 quan juntament amb la seva banda foren capturats i el 1782 el van condemnar a la pena capital. Un cop executada la pena, el cap i la mà dreta de Pau Gibert foren exposats a la via pública durant uns dies, tancats a dins d'una gàbia lligada a la part superior d'un pal.
https://ca.wikisource.org/wiki/Pau_Gibert